# Triumfetta benguelensis
Triumfetta benguelensis là một loài thực vật có hoa trong họ Cẩm quỳ. Loài này được Wawra & Peyr. miêu tả khoa học đầu tiên năm 1860.